# Bijele Zemlje
Bijele Zemlje (en italien : Terre Bianche) est une localité de Croatie située en Istrie, dans la municipalité de Grožnjan, dans le comitat d'Istrie. En 2001, la localité comptait 90 habitants.

## Démographie
| 1948 | 1953 | 1961 | 1971 | 1981 | 1991 | 2001 |
| ---- | ---- | ---- | ---- | ---- | ---- | ---- |
| 302  | 237  | 201  | 102  | 100  | 93   | 90   |